# Dicranosepsis maculosa
Dicranosepsis maculosa är en tvåvingeart som beskrevs av Iwasa 1984. Dicranosepsis maculosa ingår i släktet Dicranosepsis och familjen svängflugor.
Artens utbredningsområde är Nepal. Inga underarter finns listade i Catalogue of Life.